# Tour de Santa Catarina
El Tour de Santa Catarina es una carrera ciclística que se disputa en el estado de Santa Catarina, Brasil.
Organizada por primera vez en 1987, es la competición por etapas más antigua de Brasil. Desde su creación, hasta la edición de 2003 se llamó  Vuelta de Santa Catarina, pasando a partir de 2004 a la denominación actual a instancias del gobernador del estado de ese entonces, Luiz Henrique da Silveira.
En ediciones pasadas llegaron a ser 8 las etapas en disputa y se realizó en distintos meses como en julio, a fines de agosto (culminando en el feriado del 7 de septiembre), en noviembre y también se realizó abril.
Entre 2005 y 2010, estuvo incluida en el calendario internacional del UCI America Tour en la categoría 2.2 excepto en 2008 en que no se disputó la prueba.
El máximo vencedor ha sido Márcio May con 4 victorias mientras que sólo dos extranjeros han ganado la competencia, Matías Medici en 2004 y el colombiano del equipo EPM-UNE, Edwar Stiver Ortiz Caro en 2010.

## Palmarés
| Año       | Ganador                 | Segundo            | Tercero              |
| --------- | ----------------------- | ------------------ | -------------------- |
| 1987      | Cássio Freitas          |                    |                      |
| 1988      | Wanderley Magalhães     |                    |                      |
| 1989      | César Danelczen         |                    |                      |
| 1990      | César Danelczen         |                    |                      |
| 1991      | Wanderley Magalhães     |                    |                      |
| 1992      | Hernandes Quadri        |                    |                      |
| 1993      | Gabriel Sabbião         |                    |                      |
| 1994      | José Aparecido          |                    |                      |
| 1995      | Hernandes Quadri        |                    |                      |
| 1996      | Daniel Rogelin          |                    |                      |
| 1997      | Márcio May              |                    |                      |
| 1998      | Márcio May              |                    |                      |
| 1999      | Daniel Rogelin          |                    |                      |
| 2000      | Cássio Freitas          |                    |                      |
| 2001      | Cássio Freitas          |                    |                      |
| 2002      | Márcio May              | Cássio Freitas     |                      |
| 2003      | Antônio Nascimento      | Maurício Morandi   | Márcio May           |
| 2004      | Matías Médici           | Antônio Nascimento | Pedro Nicacio        |
| 2005      | Márcio May              | Pedro Nicacio      | Evandro Portela      |
| 2006      | Pedro Nicacio           | Renato Seabra      | Maurício Morandi     |
| 2007      | Alex Diniz              | Gregolry Panizo    | Jair Fernando Santos |
| 2008      | No hubo competición     |                    |                      |
| 2009      | Douglas Bueno           | Antônio Nascimento | Otávio Bulgarelli    |
| 2010      | Edwar Stiver Ortiz Caro | Tiago Fiorilli     | Giovanni Báez        |
| 2011-2012 | No hubo competición     |                    |                      |
| 2013      | Otávio Bulgarelli       | Murillo Ferraz     | Maurício Morandi     |
| 2014-2015 | No hubo competición     |                    |                      |
| 2016      | Ramiro Rincón           | Gilberto Góes      | Gabriel Silva        |

## Palmarés por países
| País      | Victorias |
| --------- | --------- |
| Brasil    | 22        |
| Colombia  | 2         |
| Argentina | 1         |